# 탈샤프트
탈샤프트(Talschaft)는 스위스 정치와 구스위스 연방의 역사에서 특정 계곡의 투표 인구의 집합체를 말한다. (영국의 dale-ship과 같이) 지자체가 아닌 계곡으로 유권자를 그룹화하는 것은 1848년 스위스가 연방국가로 설립되면서 현재 행정 구역이 설립되기 전으로 거슬러 올라가는 전통이다. 탈샤프트에는 일반적으로 여러 지자체의 유권자가 포함된다. 예를 들어 라우터브루넨 계곡의 탈샤프트는 라우터브루넨(Lauterbrunnen), 벵엔(Wengen), 뮈렌(Mürren), 슈테헬베르크(Stechelberg), 김멜발트(Gimmelwald) 및 이젠플루(Isenfluh) 자치단체의 투표 인구가 포함된다. 마찬가지로, 하슬리의 탈샤프는 가트멘, 구탄넨, 하슬리베르크, 인너트키르헨, 마이링엔 및 샤텐할프의 6개 지자체로 구성된다. 이 경우 탈샤프는 베른구의 오버하슬리와 동일하다.
역사적으로 로이트 데 탈샤프트(Leute der Talschaft)는 1291년 연방헌장에 있는 라틴어 homines vallis를 독일어로 번역한 것이며, 문자 그대로 ‘계곡의 사람들’이라는 뜻이다. 따라서 동맹의 열거
homines vallis Uranie universitasque vallis de Switz ac communitas hominum Intramontanorum Vallis Inferioris
는 다음과 같이 번역된다.
“우리 계곡의 사람들, 슈비츠 계곡의 전체, 그리고 운터발덴 계곡의 사람들 공동체”

## 같이 보기
- 라이히스포크트
- 삼림주